# Kurt Kolle
Kurt Kolle (ur. 7 lutego 1898 w Kimberley, zm. 21 listopada 1975 w Monachium) – niemiecki lekarz psychiatra i historyk medycyny.
Od 1926 do 1933 pracował w Klinice Psychiatrycznej w Kilonii jako asystent u Georga Stertza. W 1928 roku habilitował się. W 1935 został profesorem nadzwyczajnym na Uniwersytecie we Frankfurcie nad Menem, w 1937 roku wstąpił do NSDAP, w 1939 roku został mianowany profesorem nadzwyczajnym (apl. Professor). Podczas II wojny światowej służył w Wehrmachcie jako psycholog wojskowy. Po wojnie, od 1952 do 1955, profesor w Monachium.
Był autorem wielokrotnie wznawianego podręcznika psychiatrii (pierwsze wydanie w 1939).

## Wybrane prace
- Lehrbuch der Psychiatrie. (6. Auflage 1967)
- Große Nervenärzte. 3 Bände.
- Verrückt oder normal? Stuttgart: Deutsche Verlags-Anstalt, 1968